# Круті чуваки
«Круті чуваки» (англ. The Nice Guys) — американський кримінально-комедійний фільм, знятий Шейном Блеком, у головних ролях — Раян Ґослінґ та Рассел Кроу. Прем'єра стрічки в Україні відбулась 16 червня 2016 року.

## Синопсис
Найманий охоронець Джексон Гілі та приватний детектив Голанд Марч змушені працювати разом для того, аби розкрити справу про зниклу дівчину, що стає злочином століття. Чи зможуть чоловіки розгадати складний ребус, якщо у кожного з них свої, досить індивідуальні методи. 

## У ролях
- Рассел Кроу — Джексон Гілі
- Раян Ґослінґ — Голанд Марч
- Ангурі Райс — Голлі Марч
- Меттью Бомер — Джон Бой
- Маргарет Кволлі — Амелія Каттнер
- Яя ДаКоста — Таллі
- Кіт Девід — Едді Гарріс
- Кім Бейсінгер — Джудіт Каттнер
- Тай Сімпкінс — Боббі
- Роберт Дауні (молодший) — Сід Шаттак (камео)

## Виробництво
Зйомки фільму почались 27 жовтня 2014 року в Атланті і Декейтері.

## Критика
Загалом стрічка отримала позитивні відгуки від кінокритиків та глядачів. На агрегаторі рецензій Rotten Tomatoes фільм має 92 % «свіжості» на основі 242 рецензій із середнім балом 7.5. На Metacritic кінострічка оцінена у 70/100 від критиків на основі 51 рецензії і середній бал 7.6 від пересічних глядачів. На Internet Movie Database середній бал фільму від пересічних глядачів складає 7.4 на основі 167.599 оцінок.  